# Петкевич Наталія Володимирівна
Наталія Володимирівна Петкевич (народилася 24 жовтня 1972 року, Мінськ, Білоруська РСР, СРСР) — білоруський політик, у 2004—2010 рр. заступник, потім — перший заступник Глави адміністрації Президента Білорусі. Заступник голови Білоруського республіканського Союзу юристів. Голова Білоруського лижного союзу.

## Життєпис
У 1994 році закінчила юридичний факультет Білоруського державного університету. З 1999 року — кандидат юридичних наук. Захистила кандидатську дисертацію на тему «Зовнішньоекономічні угоди (правові аспекти)».
Працювала провідним спеціалістом, потім начальником управління державного і міжнародного права Головного державного правового управління Адміністрації Президента Республіки Білорусь. У 2001 році стала прес-секретарем Олександра Лукашенка, у 2004 — заступником глави президентської адміністрації.
9 січня 2009 року призначена першим заступником глави адміністрації Президента Республіки Білорусь. Цю посаду займала до 28 грудня 2010 року.
27 березня 2009 року вийшла заміж за Олександра Івановича Мартиненка — заступника голови Національної державної телерадіокомпанії Республіки Білорусь.
Працювала помічником Президента Республіки Білорусь. 1 жовтня 2014 року Олександр Лукашенко своїм розпорядженням звільнив Наталію Петкевич від цієї посади.
27 червня 2024 року знову стала першою заступницею голови адміністрації.

## Міжнародні санкції
Наталії Петкевич був заборонений в'їзд до США і країн Євросоюзу. Причиною включення в списку спеціально позначених громадян і заблокованих осіб та «Чорний список ЄС» було оголошено участь Петкевич у підтасовуванні результатів президентських виборів 2006 року. Незважаючи на візову заборону, Петкевич бувала у США як дружина постійного представника Білорусі при ООН Валентина Рибакова, але її проживання у США обмежене 25-кілометровою зоною у Нью-Йорку.